# 白石悠
白石 悠（しらいし ゆう、1993年12月10日 - ）は、日本の元AV女優。ツートッププロ所属。

## 略歴・人物
東京都出身。2014年6月、アダルトビデオメーカー・エスワンの専属女優としてAVデビュー。
2015年10月12日に「今宮なな（いまみや なな）」の名前で新たにツイッターを開始し、改名したことを報告。所属事務所もカプセルエージェンシーに移籍。
2016年12月7日、フォロワーに答えるかたちでAV女優のとしての活動は既にしていないことをツイート。なお、引退ではなくフェードアウトとしている。
2017年3月28日をもってTwitter、Instagramのアカウントを消去。

## 出演作品

### アダルトDVD
2014年
- 新人 NO.1STYLE 白石悠AVデビュー（6月7日、エスワン）
- 交わる体液、濃密セックス（7月7日、エスワン）
- ジュルジュルべろべろ全身リップ（8月7日、エスワン）
- 超高級風俗嬢（9月7日、エスワン）
- 巨根ズボズボ（10月7日、エスワン）
- イラマチオ奴隷志願 出世欲丸出しの高飛車OLは、優秀な口便器（11月7日、エスワン）
- 白石悠がイクときの絶叫（12月7日、エスワン）

2015年
- 全裸の管理人さん（1月19日、エスワン）
- わたし、犯されにゆきます。 〜夫に尽くす若妻編〜（2月19日、エスワン）
- 街角に美少女を放ち逆ナンパしちゃいました in 池袋 1（3月3日、プレステージ）共演:花咲のどか
- キャバクラのスカウトだと誘い美人妻を事務所へ!「もっと稼げるから」と断れない奥さんを無理やりピンサロ講習（3月3日、DOC）他出演:宮崎夏帆、里咲しおり、西島優梨、夕城芹、柏木胡桃、仁奈るあ、渋谷美希、星野ひびき
- 顔出し!働く美女限定 マジックミラー号 街頭調査! 職場の同僚とMM号の中で2人っきり♥ 理性と性欲どちらが勝つのか!? 同じオフィスで働く男女に突然のSEX交渉!! 3 in池袋（3月5日、ディープス）※「あき」名義　他出演:りかこ、ともこ、さやか、えり、けいこ
- 僕を疑い、恥をかかせた強気で生意気な女子校生を全裸にして謝罪要求!それでも自分の非を認めたくないのか!?チ○コを挿れてもツン顔でイキ我慢!（4月1日、DOC）他出演:椎谷愛結、なごみ
- J○パンツ買い取り!! 脱がせた上にこんな事までしちゃいました! 3（4月10日、DOC）※「なな」名義　他出演:あゆみ、ゆい、れな、あすか、まなみ、まき、まみ、あかね
- バンドギャルナンパ（4月22日、DOC）※「あや」名義　他出演:あい、なな、あけみ、まゆみ、ひめか、NANA、くみこ、わか
- ジムで鍛え抜かれ引き締まった筋肉BODYに興奮され、マッサージルームでオイルエステに悶え感じさせられる女たち（5月2日、DOC）他出演:内村りな、武藤あやか
- 白石悠 エスワン8時間コンプリートBEST（5月19日、エスワン）※総集編
- 淫乱牝躾（5月21日、グローリークエスト）
- ヘタ過ぎる妹の彼氏に姉の私が直接SEX指導! 私の可愛い妹(JK)が初めて家に彼氏を連れて来た。彼氏が真面目そうな子で安心したけど…思春期だし、部屋で2人きりになったらエッチな事をするに決まっている…。心配になった私は妹の部屋を覗いてみると…案の定Hな展開に。でも彼氏があまりにもヘタ過ぎて妹が困っている!かわいそう!見ていられなくなった私は部屋に入り彼氏にＨの指導をすることに! 妹の体を愛撫しているところを見せて教えたり、私の体を愛撫させて教えてみたり…。指導のかいもあって上手になった妹の彼氏の愛撫に私も興奮してしまって…結局3Pしちゃいました。（5月21日、Hunter）共演:水希杏　他出演:南梨央奈、青葉優香、篠宮ゆり、春原未来
- おじさんぽ 07 私、乳首が弱すぎるんです… AVよりエロいエッチ見たくない? TVタレントレベルのルックスを持つ美人妻と下町探索お散歩デート。おじさんに足を絡めて中出しさせる奥さんの敏感反応がヤバい!（5月25日、ビッグモーカル）
- 図書館で声も出せず糸引くほど愛液が溢れ出す敏感娘 15（6月6日、ナチュラルハイ）他出演:星空もあ、なつめ愛莉、岡本奈々、南菜々
- 人生初・トランス状態 激イキ絶頂セックス SPECIAL（7月1日、プレステージ）共演:宇佐美まい、葉里さやか、美星るか、高嶋ゆいか
- 超至近距離のご近所不倫!! バレないように隣に住む男との二重生活にハマる人妻たち（7月1日、MAGIC）他出演:芦名ユリア、紺野ひかる
- コンプレックス解消 中出し誘惑クリニック（7月7日、プレミアム）
- 絡みつくベロキス痴女の接吻中出しオーガズム4時間（7月10日、BAZOOKA）他出演:沙希、Maika、なつめ愛莉、中村奈菜
- 入院中の夫に頼まれて仕方なく舐めだした美人妻のフェラ尻に我慢できず後ろから即ハメ 4（7月23日、ナチュラルハイ）他出演:せいの彩葉、星空もあ
- 誘惑してくる妻の友人（8月13日、溜池ゴロー）
- 朝ゴミ出しする近所のノーブラ奥さんとやっちゃった俺 6（8月20日、AKNR）他出演:森川涼花、穂高ゆうき、酒井あさひ
- 快感に酔いしれる美女（9月1日、S-Cute）他出演:二宮ナナ、浅倉愛、せいの彩葉、通野未帆
- すんげぇぬるぬる!!（9月10日、プレステージ）共演:ましろあい、江上しほ、双葉ゆきな、星野ひびき、白石みお
- One's Daily Life season2. anniversary（9月10日、SILK LABO）他出演:涼川絢音
- 素人マスク美女ヘアヌード大図鑑（8月14日、BAZOOKA）他出演:篠田あゆみ、初美沙希、本田莉子、保坂えり、Maika、篠田ゆう、上野菜穂、中村奈菜
- 痴漢“M”覚醒 2 〜ヤリ部屋で輪姦され快楽に目覚めた言いなり娘〜（9月24日、ナチュラルハイ）他出演:美月るな、陽木かれん
- 美少女戦士セーラーマーメイド 〜レズヒロインを夜這いレイプ〜（10月9日、GIGA）共演:桜庭うれあ
- よつんばいフェラ 7 〜淫尻を突き出し、一心不乱にしゃぶりつく雌犬たち〜（10月16日、SEX Agent）他出演:青山未来、河西希、若菜かなえ、如月めい、華原恵里奈
- 絶対に咥えてはいけない舌技フェラ（10月16日、SEX Agent）他出演:波多野結衣、香山美桜、夏希みなみ、朝比奈麻里、若菜かなえ、牧村ひな、河西希
- バッティングカウントでバットを振らない男は何をやってもダメ（10月23日、バルタン）
- 出産して急激に感度があがったママチャリ早漏妻 12 タワーマンションの妻たち ママ友連鎖SP（11月12日、ナチュラルハイ）他出演:みおり舞、橘花音、葵千恵
- 超・女体観察 禁断の女体図鑑! 自然界最高峰とも云える生々しい人体アート14名（11月20日、SEX Agent）他出演:涼川絢音、なつめ愛莉、青山未来、なごみ、華原恵里奈、杏堂怜、本多由奈、望月ゆな、如月めい、荻野舞、さちのうた、穂高ゆうき、朝比奈麻里
- 脱ぎたてパンスト手コキ 3 絶妙透け具合の美脚美女7名が黒パンストONLY!で白い液を…!（11月20日、SEX Agent）他出演:波多野結衣、香山美桜、夏希みなみ、星野千紗、朝比奈麻里、青柳ひなた
- 媚薬素股で発情しすぎて擦りイキではもの足りず… 本番禁止なのにネジ込んで離れない高級デリ娘（12月10日、ナチュラルハイ）※「エミ」名義　他出演:マホ、ミキ、エリカ
- この奥さんの詳細わかりますか? 06 大学卒業したてのラブラブ新婚若妻と、現役某有名メーカーショールーム受付嬢の美人妻がまさかの発情! なぜ「私、いつもはこんなじゃないんです……」と涙目になりながらスケベな行為に及ぶことになったのか? その一部始終。（12月25日、ビッグモーカル）他出演:小野ほのか

2016年
- カーテン1枚挟んだ旦那の横で、オイルマッサージと称した猥褻痴漢を巧みに施される奥様が声を殺して何度もアクメ!!絶対にバレてはいけない人妻オイルマッサージ 2（1月1日、LEO）他出演:高嶋亜美、松井優子
- イっクよぉ〜! 観てるぅ〜!? ONA21スタジオLIVEオナニー 「みんなとイキたい」 〜オー・エヌ・エー・トゥエンティワン その時きっとひとつになれた〜（1月22日、SEX Agent）他出演:涼川絢音、青山未来、紺野ひかる、波多野結衣、麻里梨夏、夏希みなみ、絢森いちか、瀬奈まお、香山美桜、星野千紗、那月めい、朝比奈麻里、望月ゆな、若菜かなえ、青柳ひなた、本多由奈、さちのうた、杏堂怜、如月めい、荻野舞
- 酔って、甘えて、SEX お酒の力を借りなきゃ出来ないコト（2月1日、S-Cute）他出演:本澤朋美、桜井あゆ、佐々木玲奈
- 接客中に顔を紅潮させながら感じまくるバイト娘 特別編 パチンコ店中出しSP 〜ホールレディ、カウンターレディ、イベントガール、コーヒーレディ〜（2月6日、ナチュラルハイ）他出演:美波あや、桜木郁、なつめ愛莉
- 孕ませバック痴漢 膣内の奥まで届く後背位中出しでイキ堕ちる女子高生（2月18日、ナチュラルハイ）他出演:篠田ゆう、南梨央奈、さとう愛理
- 自画撮りオマ○コ指オナニー 5（3月3日、グローリークエスト）他出演:上原亜衣、桜井あゆ、紺野ひかる、木下寧々、黒瀬萌衣、さとうみつ、紺野まこ、椎名みゆ、葉山美空、宇野ゆかり、なごみ、成海うるみ、里咲しおり、南菜々
- 「女性専用車両で初めて唾液が交わるほどのレズキスをされた女はパンツを濡らしながら発情するまで何分?」 VOL.1（3月17日、DANDY）他出演:初美沙希、水谷あおい、浜崎真緒、篠田ゆう
- （3月25日、）
- 町内の奥さま まるごと全員に種くばり（4月1日、ZUKKON/BAKKON）共演:澤村レイコ、加山なつこ、神ユキ、片瀬仁美、椎名りりこ、南瀬奈、綾瀬みなみ、吉田花、藤井凛、内山まい、松岡みれい、村上涼子、今藤霧子
- 扉を開けたらお姉ちゃんが手を使わないフェラの練習中! 初めて見た姉の舌使いに欲情した弟は抑えがきかず禁断の近親相姦（4月7日、ナチュラルハイ）他出演:鶴田かな、麻里梨夏
- 夫婦割引チケットに釣られてヤッて来た近所の仲良し夫婦を騙してカーテン1枚隔てた旦那の横でオイルマッサージと称した痴漢敢行！！愛する夫の傍らで妻は必死に喘ぎ声を押し殺しながらバレるスレスレで見知らぬ男に何回もイカされ続ける!!（4月22日、GIGOLO）他出演:町村あんな ほか
- おま●こおっぴろげ メイド喫茶（5月2日、OFFICE K'S）他出演:春川せせら、川菜美鈴、安西りの
- 素人娘おマ○コおっぴろげコレクション 10（5月2日、OFFICE K'S）他出演:なつめ愛莉、春川せせら、浜崎真緒、安西詩織、里美まゆ、宮沢まき、夢実あくび、あゆみ翼 ほか
- 普段やってる本気の指オナニー 5（5月2日、OFFICE K'S）他出演:なつめ愛莉、春川せせら、小西みか、香山美桜、浜崎真緒、成宮みこと
- 生中痴漢 12 半外半中SP（5月12日、ナチュラルハイ）他出演:なつめ愛莉、来栖みさ、宮崎あや、涼川絢音
- ［ノーカットドキュメント］ 指示しないオナニー（5月20日、OFFICE K'S）他出演:佳苗るか、間宮つくし、内村りな、春川せせら、みなみもえ、香山美桜、浜崎真緒
- JK太ももコキ 4（5月20日、OFFICE K'S）他出演:成宮みこと、間宮つくし、安西りの、なつめ愛莉
- 本気で何度もイキまくるディルドオナニー VOL.9（5月20日、OFFICE K'S）他出演:春川せせら、みなみもえ ほか
- 何も言わずに突然発射!! 素人びっくり暴発手コキ 4（5月20日、虎堂）他出演:成宮みこと、小西みか、春川せせら、間宮つくし ほか
- 家庭教師のお姉さんに大胆パンチラで挑発された童貞の僕。一人でシゴく僕を楽しそうに見ていたお姉さんですが、センズリ射精しても勃起が治まらない僕に、最後は筆おろし生中セックスまでしてくれました。（5月27日、SCOOP）他出演:しほのちさ、早川瑞希、江上しほ
- 人妻中出したっぷり7連発!! 3（6月3日、LEO）他出演:矢吹涼子、宮部涼花、柏木りか、水原さな、湯本珠未、北川エリカ
- 生中出し若妻ナンパ! 18（6月24日、S級素人）他出演:愛華みれい、麻里梨夏、秋月ひな、西内あゆみ
- 素人娘 ずっぽりディルドオナニー体験! 4 完全撮りおろし5時間15名（6月24日、S級素人）他出演:北川エリカ、香山美桜、浜崎真緒、間宮つくし、春川せせら、成宮みこと、水野朝陽 ほか
- 今、横浜が熱い! 本当はヤリたがっている素人娘で溢れているとの噂を聞きつけナンパ師を派遣! その場しのぎのテキトークでホテルに連れ込めたのはビックリするくらいどカワイイ“美少女”ばかりでしかもエロい! 自慢のムスコもノックアウトされちゃいました!（6月25日、ナンパJAPAN）他出演:あおいれな、桜木優希音、広瀬ナミ、涼宮琴音、瀬奈まお
- 彼氏の前でマジックミラー寝取り! 街行くカップルに「ウェディングドレスを試着してみませんか?」と声をかけ、ドレスに着替えた彼女の手足を拘束＆固定バイブ! マジックミラーの向こう側で全く気付かない彼氏に助けを求めているうちに固定バイブの止まらない刺激に感じてしまう超敏感アバズレ女には、結婚初夜気分で寝取り中出ししてヤリました!（7月7日、アパッチ）他出演:天音ありす、香山美桜、栞菜まなみ ほか
- 素人女子大生限定! パンティ素股でカチカチち●ぽがアソコに擦れて赤面発情! クロッチは恥ずかし汁まみれ!そのまま生で擦り合わせて、ヌルヌルワレメに結局つるんっと入って生中出し!! 2（7月8日、S級素人）他出演:しほのちさ、江上しほ、埴生みこ、青山未来、早川瑞希
- 月刊エロごめす Vol.8（8月1日、プラム）他出演:朝桐光、高瀬杏
- 新型おもちゃの実験台にされて潮を吹かされても『監督になりたいんだよね?』と言われたら、何も言い返せず泣き寝入りするしかないサディスティックヴィレッジの女AD 2（8月6日、サディスティックヴィレッジ）他出演:春川せせら、幸田ユマ、伊東紅
- クソナマイキな万引き女子校生を制裁生ハメ狩り 呼びつけた親や担任教師が謝罪する隣部屋で土下座させて中出し!（8月6日、サディスティックヴィレッジ）他出演:春川せせら、幸田ユマ、伊東紅
- 変態すぎるド素人娘スペシャル 2（8月26日、S級素人）他出演:波木はるか、NOA、星空キラリ ほか
- 完全女体観察4時間スペシャル 3（8月26日、S級素人）他出演:涼海みさ、花咲いあん、なごみ、あず希、稲村ひかり、土屋あさみ、吉澤友貴、ひなた朱莉、西野希、羽生ありさ、相澤ゆりな、江奈るり、星空キラリ、美咲かんな、麻里梨夏 ほか
- 突然パンチラで挑発されてこっそりシゴいちゃった僕。 Next Stage（9月1日、アロマ企画）他出演:大槻ひびき、涼川絢音、葉山美空、しほのちさ
- 思春期マ○コはオナニー好き 〜潮吹きJK学園〜 総量約10,000mlの潮!潮!潮!（9月8日、サディスティックヴィレッジ）他出演:大島美緒、南梨央奈、森はるら、あかね杏珠、前田のの、白井ゆずか、西条沙羅、吉川あいみ、稲村ひかり、絢森いちか
- AJOI 究極の完全主観オナニーサポートDVD 8 Aromatic Jerk Off Instruction（9月13日、アロマ企画）他出演:春原未来、成宮いろは、絢森いちか、大槻ひびき、葉山美空
- 緊縛野外露出（9月19日、バミューダ）
- 新・腰ふり騎乗位 5 咥え込んだら離さない女たち（9月25日、アロマ企画）他出演:涼川絢音、前田のの、絢森いちか、伊藤果夏、宮崎あや
- 逆上拘束連姦 〜男に…女に…飽きるまで犯される（10月1日、FAプロ）共演:南瀬奈
- 月刊エロごめす Vol.9（10月1日、プラム）他出演:高瀬杏、可愛まゆ
- 募集ちゃんTV×PRESTIGE PREMIUM 10（10月7日、プレステージ）他出演:希咲あや、黒木いくみ、あやね遥菜
- ハメ禁!オナ禁!さらに寸止め… 同居する夫の連れ子に連日禁欲生活を強いられ我慢できず性欲を爆発させハメ狂う痙攣妻（11月23日、ナチュラルハイ）他出演:伊東真緒
- 月刊エロゴメス Vol.10（12月1日、プラム）他出演:椎名綾、可愛まゆ
- 夫以外の人と二人きりの旅先で中出しを許してしまった… 人妻不倫旅行（12月23日、UMANAMI）他出演:福咲れん、仁美まどか、宮野ゆかな
- 鬼縛り 全身縛られた極限状態の交尾!（12月23日、REAL）他出演:仁美まどか、臼井さと美、かさいあみ

2017年
- クラスの女子がボクの家で宅飲み!? 学校のすぐ近くに住んでいるボクの家はダルい授業を抜け出したクラスの女子たちの酒飲み場に!!両親が共働きで夜まで誰もいない事を良い事にボクの部屋で宅飲み!しかも、お酒代はボク持ちで後片付けもボクで最悪!だけど、お酒に弱いクラスの女子たちはすぐに酔っ払っちゃって結構、簡単にヤれちゃうんです!（1月7日、ゴールデンタイム）共演:宮沢まき　他出演:青葉優香、篠宮ゆり ほか
- 数分前まで大学生だった卒業式帰りで浮かれている袴女子をナンパ!! 祝い酒を振る舞いホロ酔い気分にさせて新社会人のマ●コにビジネスマナーを叩き込む生チ●ポSEX!!（3月25日、ナンパJAPAN）※「みゆき」名義　他出演:まゆみ、あさみ、りの

### イメージDVD
- Yu ホワイトエロスター（2014年9月11日、グラッツコーポレーション）

## テレビ
- 志村&鶴瓶のあぶない交遊録（2016年1月2日、テレビ朝日） - 「英語禁止ボウリング」コーナーに出演[6]。

## 雑誌
- フライデー 2014年6月6日号（講談社） - グラビア『二十歳のヴァージンヌード』58-60頁。
- 週刊実話 2014年6月12日号（日本ジャーナル出版） - グラビア『湯煙ハニカミ美女』239-241頁。